# Équipe de France masculine de handball au Championnat du monde 2005
L'équipe de France masculine de handball participe à ses 11e Championnats du monde lors de cette édition 2005 qui se tient en Tunisie du 23 janvier au 6 février 2005. 
Après un parcours laborieux, la France parvient malgré tout à se qualifier pour les demi-finales de la compétition. Battue par la Croatie, championne olympique 6 mois plus tôt, la France retrouve le pays hôte dans le match pour la troisième place. Vainqueurs d'un but (26-25), les Bleus conservent leur médaille de bronze acquise en 2003.
C'est sur cette médaille de bronze que trois joueurs majeurs mettent un terme à leur carrière sous le maillot bleu : le pivot Guéric Kervadec, l'ailier Grégory Anquetil et l'immense Jackson Richardson.

## Présentation

### Qualification
La France doit passer par l'étape de barrages pour obtenir sa qualification et est ainsi opposée à la Slovaquie. 
Vainqueur lors du match aller en Slovaquie 24 à 21, les Bleus confirment lors du match retour à domicile 31 à 23 et se qualifient aisément :
| 29 mai 2004 17h30 | Slovaquie            | 21 – 24 | France             | Prešov, Slovaquie Affluence : 1 500 Arbitrage : Josić et Rudić |
| 29 mai 2004 17h30 | Radoslav Antl (en) 7 | (12-15) | Grégory Anquetil 5 | Prešov, Slovaquie Affluence : 1 500 Arbitrage : Josić et Rudić |
| 29 mai 2004 17h30 | FFHB                 |         |                    | Prešov, Slovaquie Affluence : 1 500 Arbitrage : Josić et Rudić |

- France :
  - Gardiens : Omeyer (10 arrêts), Ploquin (13 arrêts).
  - Joueurs : Fernandez (5/8), Burdet (2/5), G. Gille (1/3), B. Gille (4/5), Kervadec (1/1), Anquetil (6/9 dt 4/4 pen.), Girault (1/1), Karabatic (0/3 dt 0/1 pen.), Junillon, Richardson (0/1), Abati (0/2), Guigou (4/7 dt 2/2 pen).

| 5 juin 2004 20h00 | France             | 31 – 23 | Slovaquie                   | Montpellier, France Affluence : 3 000 Arbitrage : Liachovičius, Paškevičius |
| 5 juin 2004 20h00 | Nikola Karabatic 9 | (15-11) | Kukučka (de) et Antl (en) 6 | Montpellier, France Affluence : 3 000 Arbitrage : Liachovičius, Paškevičius |
| 5 juin 2004 20h00 | FFHB               |         |                             | Montpellier, France Affluence : 3 000 Arbitrage : Liachovičius, Paškevičius |

- France :
  - Gardiens : Omeyer (9 arrêts), Karaboué (première sélection, 13 arrêts).
  - Joueurs : Karabatic (9/11 dt 2/2 pen), G. Gille (6/7), B. Gille (4/5), Fernandez (3/6), Burdet(3/5), Anquetil (3/6 dt 1/2 pen), Kervadec (0/1), Golic (1/2 dt 0/1 pen), Guigou (0/4 dt 0/1 pen), Abati (0/1 pen), Kempé (0/1), Junillon (0/2).

### Matchs de préparation
Après une première phase de préparation à l'occasion de la Coupe du monde des nations en novembre, la seconde phase a lieu en janvier 2005. Le bilan des Bleus est excellent avec 10 victoires, 1 match nul et 1 défaite,
- 15-22 novembre 2004, Coupe du monde des nations[5]
  - France bat Hongrie : 26-23
  - France bat Islande : 38-29
  - France bat Allemagne : 28-21
  - Danemark bat France : 26-25 (demi-finale)
  - France bat Allemagne : 34-27 (match pour la 3e place)
- 3 janvier 2005 : rassemblement et stage à Paris.
- 6-9 janvier, Challenge Marrane
  - à Beauvais : France bat Grèce : 31-22
  - à Élancourt : France bat Brésil : 34-17
  - à Paris (Halle Carpentier) : France bat Danemark : 32-23 (Finale)
- 12 janvier 2005 : Stage à Toulouse
  - France bat Toulouse : 24-18
- Tournoi de Ciudad Real (Espagne du 14-16 janvier 2005)
  - France bat Islande : 30-26
  - France bat Égypte : 32-21
  - France et Espagne : 26-26
- 20 janvier : départ pour Tunis.

Plus globalement, l'année 2004 est très positive en termes de résultats puisque en 30 matchs, la France totalise 27 victoires, 1 match nul (Espagne-France au tournoi Ciudad Real mi-janvier) et 2 défaites : l'une en demi-finale de la World Cup contre le Danemark (25-26) en novembre 2004 et la plus cruelle contre la Russie en quart de finale des Jeux olympiques (24-26).

### Effectif
L'effectif pour le Mondial est ,, :

## Résultats

### Tour préliminaire
La France évolue dans le Groupe A à Radès :
|   | Équipe   | Pts | J | G | N | P | Bp  | Bc  | Diff | Dép |
| - | -------- | --- | - | - | - | - | --- | --- | ---- | --- |
| 1 | Tunisie  | 8   | 5 | 3 | 2 | 0 | 159 | 118 | 41   | /   |
| 2 | Grèce    | 7   | 5 | 3 | 1 | 1 | 132 | 117 | 15   | +1  |
| 3 | France   | 7   | 5 | 3 | 1 | 1 | 161 | 106 | 55   | -1  |
| 4 | Danemark | 6   | 5 | 3 | 0 | 2 | 174 | 117 | 57   | /   |
| 5 | Angola   | 2   | 5 | 1 | 0 | 4 | 108 | 178 | -70  | /   |
| 6 | Canada   | 0   | 5 | 0 | 0 | 5 | 103 | 201 | -98  | /   |

La Grèce est classée devant la France grâce à sa victoire.
| 23 janvier 2005 19h00 | France            | 44–16   | Canada          | PS du 7-Novembre, Radès Arbitrage : Adjemian, Götz |
| 23 janvier 2005 19h00 | Abati, Anquetil 8 | (24–5)  | trois joueurs 3 | PS du 7-Novembre, Radès Arbitrage : Adjemian, Götz |
| 23 janvier 2005 19h00 | ×3 ×4             | Rapport | ×3 ×9           | PS du 7-Novembre, Radès Arbitrage : Adjemian, Götz |

Les autres résultats du groupe sont : Tunisie 39 – 23 Angola et Danemark  27 – 23 Grèce
| 25 janvier 2005 16h15 | Grèce               | 20–19   | France             | PS du 7-Novembre, Radès Arbitrage : Aly Hassan, Selim |
| 25 janvier 2005 16h15 | Grigorios Sanikis 6 | (9–11)  | Grégory Anquetil 5 | PS du 7-Novembre, Radès Arbitrage : Aly Hassan, Selim |
| 25 janvier 2005 16h15 | ×4 ×6 ×1            | Rapport | ×3 ×4              | PS du 7-Novembre, Radès Arbitrage : Aly Hassan, Selim |

Les autres résultats du groupe sont : Canada 20 – 42 Tunisie et Angola  19 – 47 Danemark
| 26 janvier 2005 18h15 | France             | 26–26   | Tunisie       | PS du 7-Novembre, Radès Arbitrage : Hansson, Olsson |
| 26 janvier 2005 18h15 | Grégory Anquetil 7 | (15–11) | Wissem Hmam 9 | PS du 7-Novembre, Radès Arbitrage : Hansson, Olsson |
| 26 janvier 2005 18h15 | ×2 ×4 ×1           | Rapport | ×2 ×6 ×2      | PS du 7-Novembre, Radès Arbitrage : Hansson, Olsson |

Les autres résultats du groupe sont : Grèce 26 – 21 Angola et Danemark  52 – 18 Canada
| 28 janvier 2005 20h15 | France             | 40–18   | Angola          | PS du 7-Novembre, Radès Arbitrage : Imbronjev, Grković |
| 28 janvier 2005 20h15 | Olivier Girault 11 | (19–9)  | Paulo Pereira 5 | PS du 7-Novembre, Radès Arbitrage : Imbronjev, Grković |
| 28 janvier 2005 20h15 | ×3 ×5              | Rapport | ×5 ×2           | PS du 7-Novembre, Radès Arbitrage : Imbronjev, Grković |

Les autres résultats du groupe sont : Tunisie 25 – 22 Danemark et Grèce  36 – 23 Canada
| 29 janvier 2005 20h15 | Danemark           | 26–32   | France              | PS du 7-Novembre, Radès Arbitrage : Lemme, Ullrich |
| 29 janvier 2005 20h15 | Nielsen, Stryger 6 | (13–14) | Guigou, Karabatic 7 | PS du 7-Novembre, Radès Arbitrage : Lemme, Ullrich |
| 29 janvier 2005 20h15 | ×3 ×5              | Rapport | ×2 ×4               | PS du 7-Novembre, Radès Arbitrage : Lemme, Ullrich |

Les autres résultats du groupe sont : Angola 27 – 26 Canada et Tunisie  27 – 27 Grèce

### Tour principal
La France évolue dans le Groupe I, toujours à Radès :
|   | Équipe       | Pts | J | G | N | P | Bp  | Bc  | Diff | Dép   |
| - | ------------ | --- | - | - | - | - | --- | --- | ---- | ----- |
| 1 | Tunisie      | 7   | 5 | 2 | 3 | 0 | 150 | 128 | 22   | /     |
| 2 | France       | 6   | 5 | 2 | 2 | 1 | 127 | 120 | 7    | /     |
| 3 | Grèce        | 5   | 5 | 2 | 1 | 2 | 134 | 138 | -4   | /     |
| 4 | Russie       | 4   | 5 | 2 | 0 | 3 | 126 | 137 | -11  | 4 pts |
| 5 | Rép. tchèque | 4   | 5 | 2 | 0 | 3 | 131 | 147 | -16  | 2 pts |
| 6 | Slovénie     | 4   | 5 | 1 | 2 | 2 | 142 | 140 | 2    | 0 pt  |

La Russie (deux victoires), la République tchèque (une victoire) et la Slovénie sont classées selon les résultats des matchs entre elles.
| 31 janvier 2005 20h15 | France             | 25–22   | Russie              | PS du 7-Novembre, Radès Arbitrage : Lauren, Nielsen |
| 31 janvier 2005 20h15 | Nikola Karabatic 8 | (12–8)  | Édouard Kokcharov 8 | PS du 7-Novembre, Radès Arbitrage : Lauren, Nielsen |
| 31 janvier 2005 20h15 | ×3 ×6              | Rapport | ×3 ×7 ×1            | PS du 7-Novembre, Radès Arbitrage : Lauren, Nielsen |

Les autres résultats du groupe sont : Grèce 29 – 37 Slovénie et Tunisie  36 – 25 République tchèque
| 1 février 2005 16h15 | Rép. tchèque | 26–31   | France              | PS du 7-Novembre, Radès Arbitrage : Imbronjev, Grković |
| 1 février 2005 16h15 | Filip 9      | (9–16)  | Fernandez, Guigou 5 | PS du 7-Novembre, Radès Arbitrage : Imbronjev, Grković |
| 1 février 2005 16h15 | ×3 ×7        | Rapport | ×3 ×4               | PS du 7-Novembre, Radès Arbitrage : Imbronjev, Grković |

Les autres résultats du groupe sont : Russie 24 – 29 Grèce et Slovénie  26 – 26 Tunisie
| 3 février 2005 20h15 | France           | 26–26   | Slovénie      | PS du 7-Novembre, Radès Arbitrage : Hansson, Olsson |
| 3 février 2005 20h15 | Michaël Guigou 8 | (12–10) | Uroš Zorman 7 | PS du 7-Novembre, Radès Arbitrage : Hansson, Olsson |
| 3 février 2005 20h15 | ×2 ×4 ×1         | Rapport | ×3 ×5         | PS du 7-Novembre, Radès Arbitrage : Hansson, Olsson |

Les autres résultats du groupe sont : République tchèque 31 – 29 Grèce et Tunisie  36 – 25 Russie

### Phase finale
|  | Demi-finales          | Demi-finales          |                        |    | Finale                | Finale                |
|  | Demi-finales          | Demi-finales          |                        |    | Finale                | Finale                |
|  |                       |                       |                        |    |                       |                       |
|  | 5 février 2005, Radès | 5 février 2005, Radès |                        |    | 6 février 2005, Radès | 6 février 2005, Radès |
|  | 5 février 2005, Radès | 5 février 2005, Radès |                        |    | 6 février 2005, Radès | 6 février 2005, Radès |
|  | Tunisie               | 30                    |                        |    | 6 février 2005, Radès | 6 février 2005, Radès |
|  | Tunisie               | 30                    |                        |    | 6 février 2005, Radès | 6 février 2005, Radès |
|  | Espagne               | 33                    |                        |    | 6 février 2005, Radès | 6 février 2005, Radès |
|  | Espagne               | 33                    | Espagne                | 40 |                       |                       |
|  | 5 février 2005, Radès |                       | Espagne                | 40 |                       |                       |
|  |                       | Croatie               | 34                     |    |                       |                       |
|  | France                | Croatie               | 34                     | 32 |                       |                       |
|  | France                |                       |                        | 32 |                       |                       |
|  | Croatie               | 35                    |                        |    |                       |                       |
|  | Croatie               | 35                    | Match pour la 3e place |    |                       |                       |
|  |                       |                       |                        |    |                       |                       |
|  | 6 février 2005, Radès |                       |                        |    |                       |                       |
|  |                       |                       |                        |    |                       |                       |
|  | Tunisie               | 25                    |                        |    |                       |                       |
|  | Tunisie               | 25                    |                        |    |                       |                       |
|  | France                | 26                    |                        |    |                       |                       |
|  | France                | 26                    |                        |    |                       |                       |

### Demi-finales
| 5 février 2005 17h30 | Croatie       | 35 – 32   | France           | Palais des sports du 7-Novembre, Radès Affluence : 10 000 Arbitrage : Valentin Vakula et Alexander Ljudovik |
| 5 février 2005 17h30 | Ivano Balić 8 | (15 – 14) | Michaël Guigou 7 | Palais des sports du 7-Novembre, Radès Affluence : 10 000 Arbitrage : Valentin Vakula et Alexander Ljudovik |
| 5 février 2005 17h30 | ×3 ×5         | IHF FFHB  | ×4               | Palais des sports du 7-Novembre, Radès Affluence : 10 000 Arbitrage : Valentin Vakula et Alexander Ljudovik |

- France :  Omeyer (38 minutes, 4/26 arrêts dont 0/ 1 pen), Karaboué (22 minutes, 3/16 arrêts) ; Fernandez (2/8), Dinart, Burdet (5/7), Kervadec (2/3), Narcisse (4/7), Anquetil (5/11 dont 3/4 pen), Girault (0/1), Karabatic (4/7 dont 1/1 pen), Kempé (1/1), Richardson (1/3), Abati (1/4 dont 1/1 pen), Guigou (7/9 dont 1/1 pen).
- Croatie : Sola (tout le match, 17/47 arrêts dont 0/4 pen), Losert (0/2 pen) ; Kaleb (4/4), Balić (8/9), Lacković (3/8), Žrnić (0/1), Vori (5/7), Dominiković, Džomba (8/10 dont 1/1 pen), Goluza (O/1), Šprem (1/1), Spoljarić, Metličić (6/10), Buntić.

### Match pour la3eplace
C'est dans une ambiance survoltée que la France a remporté la médaille de bronze du Mondial face aux hôtes tunisiens 26-25 :
| 6 février 2005 15h00 | France           | 26 – 25   | Tunisie        | Palais des sports du 7-Novembre, Radès Affluence : 13 500 Arbitrage : H. Lauren et J. Nielsen |
| 6 février 2005 15h00 | Michaël Guigou 6 | (10 – 14) | Wissem Hmam 11 | Palais des sports du 7-Novembre, Radès Affluence : 13 500 Arbitrage : H. Lauren et J. Nielsen |
| 6 février 2005 15h00 | ×4 ×2            | IHF FFHB  | ×4 ×8 ×4       | Palais des sports du 7-Novembre, Radès Affluence : 13 500 Arbitrage : H. Lauren et J. Nielsen |

- Tunisie : Maggaiez (21 minutes, 3/11 arrêts dont 2/5 pen), Zaheni (39 minutes, 8/26 arrêts dont 0/2 pen) ; Hedoui (0/1), Gharbi, Tej (3/5), Hmam (11/15 dont 2/3 pen), Saied, Madi, Jarou, Haj Ahmed (1/1), Seboui (4/5), Bousnina (2/8), Ben Aziza (1/4 dont 1/1), Megannem (3/6)
- France : Omeyer (47 minutes, 10/32 arrêts dont 1/3 pen), Karaboué (13 minutes, 4/7 arrêts dont 0/ 1 pen) ; Fernandez (1/4 dont 0/ 1 pen), Dinart, Burdet (4/8 dont 1/2 pen), Gille (3/6), Kervadec, Narcisse (1/1), Anquetil (1/2), Girault (2/4 dont 1/1 pen), Karabatic (4/7), Kempé (1/1), Abati (3/3 dont 2/2 pen), Guigou (6/8 dont 1/2 pen).

## Statistiques et récompenses

### Récompenses
Aucun français n'apparait dans l'équipe-type de la compétition

### Statistiques
| Rang  | Joueur             | Buts | Tirs | %      | MJ | Moy. | 7m             | PD  | BP  | Suspension | Carton rouge | Temps de jeu    |
| ----- | ------------------ | ---- | ---- | ------ | -- | ---- | -------------- | --- | --- | ---------- | ------------ | --------------- |
| 1     | Michaël Guigou     | 48   | 63   | 76,2 % | 10 | 4,8  | 13/15 (86,7 %) | 3   | 8   | 1          | 0            | 6 h 12 min 59 s |
| 2     | Nikola Karabatic   | 43   | 71   | 60,6 % | 9  | 4,8  | 5/5 (100 %)    | 20  | 20  | 5          | 0            | 6 h 27 min 5 s  |
| 3     | Grégory Anquetil   | 38   | 65   | 58,5 % | 10 | 3,8  | 11/14 (78,6 %) | 6   | 7   | 3          | 1            | 7 h 4 min 19 s  |
| 4     | Olivier Girault    | 26   | 42   | 61,9 % | 10 | 2,6  | 5/6 (83,3 %)   | 3   | 5   | 3          | 0            | 3 h 54 min 25 s |
| 4     | Joël Abati         | 26   | 43   | 60,5 % | 10 | 2,6  | 6/8 (75 %)     | 14  | 8   | 3          | 0            | 4 h 34 min 17 s |
| 4     | Daniel Narcisse    | 24   | 43   | 55,8 % | 9  | 2,7  | -              | 7   | 11  | 2          | 0            | 3 h 12 min 17 s |
| 7     | Cédric Burdet      | 24   | 44   | 54,5 % | 9  | 2,7  | 1/2 (50 %)     | 13  | 10  | 2          | 0            | 6 h 4 min 51 s  |
| 7     | Jérôme Fernandez   | 24   | 50   | 48 %   | 8  | 3    | 1/3 (33,3 %)   | 6   | 12  | 3          | 0            | 3 h 59 min 52 s |
| 9     | Christophe Kempé   | 12   | 16   | 75,0 % | 10 | 1,2  | -              | 2   | 5   | -          | 0            | 1 h 26 min 15 s |
| 9     | Jackson Richardson | 12   | 23   | 52,2 % | 9  | 1,3  | -              | 19  | 17  | 1          | 0            | 4 h 7 min 32 s  |
| 11    | Guéric Kervadec    | 10   | 17   | 58,8 % | 10 | 1,0  | -              | 1   | 8   | 9          | 0            | 6 h 0 min 51 s  |
| 12    | Guillaume Gille    | 8    | 17   | 47,1 % | 6  | 1,3  | -              | 5   | 6   | 3          | 0            | 2 h 25 min 25 s |
| 13    | Didier Dinart      | 6    | 8    | 75 %   | 10 | 0,6  | -              | 1   | -   | 6          | 0            | 4 h 31 min 2 s  |
| 14    | Thierry Omeyer     | 0    | 0    | -      | 10 | -    | -              | 1   | 1   | -          | 0            | 7 h 6 min 0 s   |
| 14    | Daouda Karaboué    | 0    | 1    | 0 %    | 10 | 0    | -              | 1   | -   | -          | 0            | 2 h 53 min 10 s |
| Total | Total              | 301  | 503  | 60 %   | 10 | 30,1 | 42/53 (86,7 %) | 102 | 118 | 41         | 1            | 10 h 0 min 0 s  |

| Rang  | Joueur          | Arrêts | Tirs | %arrêt | MJ | Moy. | 7m            | Temps de jeu    |
| ----- | --------------- | ------ | ---- | ------ | -- | ---- | ------------- | --------------- |
| 1     | Thierry Omeyer  | 90     | 264  | 34,1 % | 10 | 9    | 5/18 (28 %)   | 7 h 6 min 0 s   |
| 2     | Daouda Karaboué | 45     | 110  | 40,9 % | 10 | 4,5  | 3/10 (30 %)   | 2 h 53 min 10 s |
| Total | Total           | 135    | 374  | 36,1 % | 10 | 13,5 | 8/28 (28,7 %) | 10 h 0 min 0 s  |